# Пађине
Пађине су насељено мјесто у општини Зворник, Република Српска, БиХ. Према попису становништва из 1991. у насељу је живјело 560 становника.

## Становништво
Према попису становништва из 1991. године, мјесто је имало 560 становника.
| Националност | 1991. |
| Срби         | 553   |
| Укупно       |       |

| Демографија | Демографија | Демографија |
| Година      | Становника  | Становника  |
| ----------- | ----------- | ----------- |
| 1948.       | 443         |             |
| 1953.       | 467         |             |
| 1961.       | 497         |             |
| 1971.       | 477         |             |
| 1981.       | 539         |             |
| 1991.       | 556         |             |